# La Luz y Colón
La Luz y Colón är en ort i Mexiko.   Den ligger i kommunen General Cepeda och delstaten Coahuila, i den centrala delen av landet, 700 km norr om huvudstaden Mexico City. La Luz y Colón ligger 1 312 meter över havet och antalet invånare är 102.
Terrängen runt La Luz y Colón är huvudsakligen platt, men åt sydost är den kuperad. Terrängen runt La Luz y Colón sluttar norrut. Runt La Luz y Colón är det ganska tätbefolkat, med 52 invånare per kvadratkilometer. Närmaste större samhälle är General Cepeda, 10,6 km sydväst om La Luz y Colón. Omgivningarna runt La Luz y Colón är i huvudsak ett öppet busklandskap.